# TAM Air
TbilAviaMsheni, действующая как TAM Air (груз. თბილავიამშენი), — небольшая грузинская авиакомпания со штаб-квартирой в Тбилиси.
Акроним «TAM» в переводе на русский язык означает «ТбилисиАвиаСтрой».

## Общие сведения
Одним из основных направлений деятельности TbilAviaMsheni является изготовление частей одномоторных турбовинтовых самолётов Epic Dynasty, контракт по которым с фирмой «Aircraft Investor Resources» (AIR) предусматривает производство фюзеляжей, крыльев и стабилизаторов для 25 лайнеров. Первые поставки готовой продукции для лас-вегасской компании «AIR» запланированы на конец 2011 года.
В настоящее время TbilAviaMsheni является акционерным обществом и находится в процессе реорганизации. В планах компании увеличение объёмов промышленного производства в области самолётостроения, ремонта и обслуживания воздушных судов, а также выход на рынок коммерческих авиаперевозок в Грузии, Европе и Азии.

## Флот
По состоянию на 29 мая 2009 года авиакомпания TAM Air эксплуатирует одно воздушное судно:
- 1 Boeing 737-200 (находится в операционном лизинге компании Starline.kz)